# Leineschloss
Leineschloss (dansk: Leineslottet) er et slot i byen Hannover, hovedstaden i delstaten Niedersachsen i det nordlige Tyskland. Slottet er i dag sæde for delstaten Niedersachsens parlament, Niedersachsens landdag. Slottet ligger ved floden Leine, der løber gennem Hannover.

## Historie
På stedet, hvor dagens slot ligger, lå der oprindeligt et kloster fra franciskanerordenen, der blev grundlagt i 1291 og blev sækulariseret under reformationen i 1533. I 1636 valgte fyrst Georg af Calenberg Hannover som sin residensby, og slottet blev opført i 1637 i bindingsværk som hans bolig. Det er blevet udvidet og ombygget flere gange. Fra 1837 til 1866 var det residens for Kongeriget Hannovers konger. Det blev ødelagt under Anden Verdenskrig, og blev genopført fra 1956 til 1962 som sæde for Niedersachsens landdag.

## Eksterne links
- Wikimedia Commons har flere filer relateret til Leineschloss
- Hjemmeside for Niedersachsens landdag Arkiveret 27. august 2021 hos  Wayback Machine

| Portal | Portal:Tyskland |

52°22′14″N 9°44′1″Ø / 52.37056°N 9.73361°Ø